# 菊池藍
菊池 藍（きくち あい、1983年3月10日 - ）は、日本のAV女優。
神奈川県出身。

## 略歴
- 2002年 - 『猥褻メモリアル』でAVデビュー。

## 作品

### アダルトビデオ
- 猥褻メモリアル（2002年4月30日、アトラス21）
- G-cup in love（2002年5月30日、アトラス21）
- Glamorous Love（2002年6月25日、アトラス21）
- 超◆美少女接吻 （2002年8月4日、忠実堂）
- Gカップヴィーナス（2003年11月8日、オーロラプロジェクト）
- 麗しのフェロモンボーイング950mm（2003年11月12日、隼エージェンシー）
- ドリームクリニック VOL.2 （2004年2月1日、MOODYZ）
- ERO-BOINS（2004年2月25日、エーピーエー）
- Gカップヴィーナス アゲイン（2004年4月14日、オーロラ・プロジェクト）
- もしもこんな超高級ソープがあったら…。2（2004年4月23日、うまなみ。）
- 超高級ソープ4時間SPECIAL 3（2004年7月23日、ケイ・エム・プロデュース）
- やっぱ! 中出しでしょ 11人の中出し姫 （2004年8月12日、隼エージェンシー）
- ザ レイプ 巨乳女子校生2 （2004年11月4日、ヒビノ）
- 菊池藍のイキッパ!（2005年8月23日、グローリークエスト）

| スタブアイコン | サブスタブ | この項目は、まだ閲覧者の調べものの参照としては役立たない、性風俗関係者に関連した書きかけの項目です。この項目を加筆・訂正などしてくださる協力者を求めています（P:性/PJ:性）。 |